# Matilde Hidalgo
Matilde Hidalgo de Procel (Loja, 29 settembre 1889 – Guayaquil, 20 febbraio 1974) è stata un medico, poetessa e attivista ecuadoriana.
È ricordata, in particolare, per essere non solo stata la prima donna ad esercitare il diritto di voto in Ecuador, ma anche la prima a votare in America Latina e la prima a ricoprire una carica elettiva nel suo paese nel 1941. Hidalgo è nota anche per essere stata la prima a ricevere un dottorato in medicina, il 21 novembre 1921, divenendo la prima donna ecuadoriana a ricevere un titolo universitario. Ha inoltre combattuto per il riconoscimento dei diritti femminili, ed è attualmente riconosciuta come una delle donne più importanti della storia ecuadoriana.

## Biografia
Matilde Hidalgo è nata a Loja, da una famiglia di sei figli nata da Juan Manuel Hidalgo e Carmen Navarro. Dopo la morte di suo padre, sua madre ha dovuto lavorare come sarta per mantenerli. Matilde ha studiato alla scuola dell'Immacolata Concezione delle Suore della Carità. 
Dopo essersi diplomata con la licenza media, Matilde espresse a suo fratello maggiore Antonio il suo desiderio di continuare a studiare. Antonio fece dunque la richiesta al liceo secolare Colegio Bernardo Valdivieso. Il direttore della scuola, il Dr. Angel Rubén Ojeda, dopo averci pensato per un mese, fu d'accordo. La reazione della comunità non fu molto buona: le madri proibirono alle loro figlie di fare amicizia con lei, ed il prete locale la costrinse ad ascoltare la messa due passi fuori dall'entrata della chiesa. Tuttavia sua madre la difese fermamente. Alla fine Matilde si diplomò con lode e continuò i suoi studi all'Università di Cuenca, ottenendo un dottorato in medicina nel 1921, e divenendo così la prima donna ecuadoriana a ricevere tale titolo. Due anni dopo Matilde sposò l'avvocato Fernando Procel, da cui ebbe due figli di nome Fernando e Gonzalo Procel: Fernando divenne un medico, mentre Gonzalo un architetto. 

### Vita professionale e suffragio
Durante la presidenza di José Luis Tamayo, Matilde annunciò che avrebbe votato alle successive elezioni presidenziali. Quando il Consiglio di Stato mise in dubbio questa sua prerogativa, Matilde sottolineò che la Costituzione dell'Ecuador menzionava come requisito per il voto solo la cittadinanza, l'età e il grado di alfabetizzazione, ma non il genere. La questione fu sottoposta a consultazione ministeriale, decretando infine a suo favore e così, il 9 giugno 1924, Matilde Hidalgo divenne la prima donna in America Latina ad esercitare il suo diritto costituzionale di voto alle elezioni nazionali.
Nel 1924 fu in grado di votare a Loja, facendo dell'Ecuador il primo paese del continente a garantire il diritto di voto alle donne. Stabilì un precedente per le donne in politica e le sue vittorie continuarono ad aumentare: divenne la prima consigliera eletta di Machala e la prima vicepresidente del Consiglio comunale di Machala. Nel 1941 divenne la prima donna candidata e la prima donna eletta nella pubblica amministrazione a Loja, la città natale che una volta inorridiva alle sue ambizioni, con il titolo di vice assistente (Diputada Suplente). 
Hidalgo Navarro praticò medicina a Guayaquil fino al 1949, quando ricevette una borsa di studio per studiare pediatria, neurologia e dietetica in Argentina.
Morì nel 1974 all'età di 85 anni Guayaquil, Ecuador per complicazioni in seguito ad un precedente ictus. Dopo la sua morte fu aperto un museo a Loja a lei dedicato.

## Premi e riconoscimenti
- Prima donna a ricevere una laurea a Loja e nel paese
- Prima donna laureata in medicina all'Università dell'Azuay (oggi Università di Cuenca)
- Prima donna dottorato in medicina all'Università di Quito
- Prima donna accademica professionista nel paese
- Prima donna a votare in America Latina
- Prima vicepresidente femminile di un consiglio comunale
- Prima deputata eletta al Congresso
- Medaglia al merito nazionale, concesso con decreto presidenziale (1956)[11]
- Omaggio dalla città di Loja, dichiarandola "Donna Illustre" (Mujer Ilustre, 1966)[12]
- Medaglia nazionale al merito, dal dipartimento di sanità pubblica, assegnato dal ministro della sanità pubblica dell'Ecuador (1971)[12]

## Poesie
La critica letteraria Cecilia Ansaldo Briones offre una raccolta di venti poesie di Matilde Hidalgo nel libro di Jenny Estrada Matilde Hidalgo di Prócel, Biografia e libro di poesie. Da ciò si deduce che Matilde Hidalgo Navarro abbia scritto le sue prime poesie quando era alle scuole secondarie ed al collegio Bernardo Valdivieso, trattando argomenti come "il culto della scienza, l'ammirazione della natura, elogi a personaggi o date, devozione mariana, poca poesia a tema amoroso, e il tema delle donne".
Alcuni titoli noti includono: 
- La donna e l'amore
- Il cardellino
- Dov'è la mia felicità?
- Nell'apoteosi di don Bernardo Valdivieso
- Supplica della donna costante
- Dimenticami per Dio
- A María
- 10 di agosto
- Proscrizione
- Il mio ideale
- A Cuenca Jonah
- Inno patriottico celicano
- Sacrificio
- Il poeta
- La goccia di rugiada
- Andandocene non saliamo al nostro negozio
- Canzone di primavera
- Nell'agonia della sera

## Adesioni
- Federazione Medica dell'Ecuador (membro fondatore)
- Associazione Medico-Chirurgica di Quito (membro fondatore)
- Circolo della Stampa di Quito
- Istituto di Cultura Femminile di Machala
- Comitato delle Donne della Croce Rossa nella Provincia di El Oro
- Casa della Cultura Ecuadoriana, nucleo della Provincia di El Oro
- Comitato delle Donne Lions di Machala
- Società Medica dell'Ecuador
- Società delle Donne Medico del Guayas
- Federazione Nazionale dei Giornalisti
- Scuola dei Medici di El Oro
- Unione delle Donne Americane (UMA)
- Unione Nazionale delle Donne Ecuadoriane (UNME)
- Associazione Medica Panamericana (PAMA), settore Ecuador
- Benemerita Società Medico-Chirurgica del Guayas